# Emilio Valencia
Emilio Horacio Valencia Corozo (Guayaquil, 31 gennaio 1965) è un avvocato ed ex calciatore ecuadoriano, di ruolo portiere.

## Biografia
Laureato in giurisprudenza all'Università di Guayaquil, in seguito al ritiro dal calcio giocato è diventato presidente dell'associazione dei calciatori ecuadoriani.

## Carriera

### Club
Valencia debuttò nel calcio professionistico con il Deportivo Quevedo, nel corso della stagione 1985. L'anno seguente fu acquistato dall'Emelec, formazione di Guayaquil: nella sua prima annata è riserva di Israel Rodríguez. Durante il campionato vinto nel 1988 rimase generalmente in panchina, poiché il titolare era Javier Baldriz; fino al 1990 fu secondo di Baldriz. Una volta trascorsa la stagione 1992 come riserva di Alex Cevallos e Jacinto Espinoza, Valencia fu titolare durante il campionato 1993, vinto dall'Emelec. Una volta conclusasi anche la Serie A 1994, Valencia fu acquistato dal Barcelona: fu una delle riserve di José Cevallos insieme a Víctor Mendoza e Geovanny Salinas. Nel 1995 vinse un nuovo titolo nazionale, il terzo consecutivo a livello personale dopo i due ottenuti con l'Emelec. Nel 1997 raccolse due presenze, entrambe da subentrato, rimpiazzando Cevallos. Nel 2000 giocò per l'El Nacional di Quito, mentre nel 2002 passò al Deportivo Cuenca. Nel 2003 si ritirò dopo aver militato nel Técnico Universitario. Conta 100 presenze nella massima serie ecuadoriana.

## Palmarès

### Club

#### Competizioni nazionali
- Campionato ecuadoriano: 4

Emelec: 1993, 1994
Barcelona: 1995, 1997